# 熱重分析

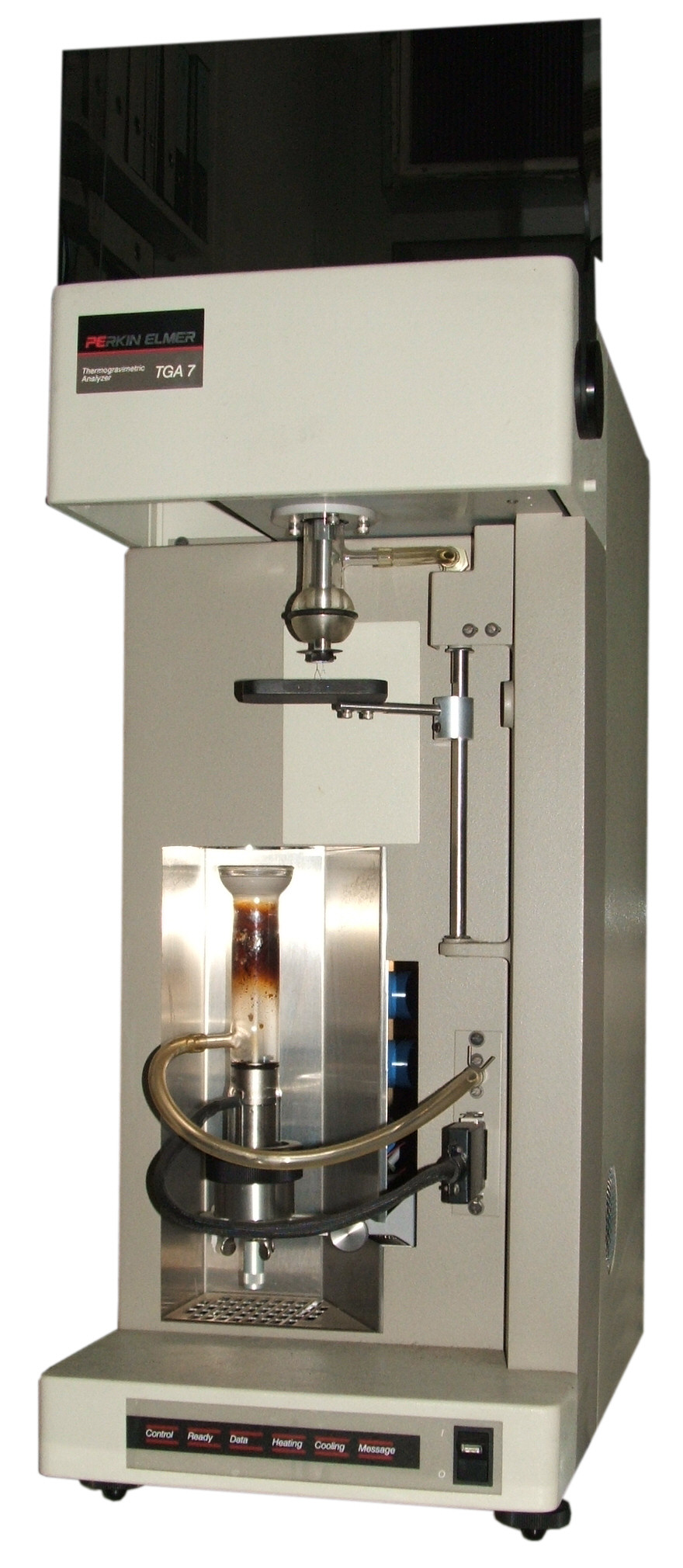
A typical TGA system

熱重分析（亦稱熱重力分析或熱重量分析；Thermogravimetric analysis，TGA）是一種隨著溫度（等加熱速率）或時間（等溫 和/或 質量守恆的損失）的增加改變物質物性及化性。 TGA可提供有關物理現象的資訊，如二級相變，包括蒸發、昇華、吸收、吸附和脫附。相同地，TGA也可提供有關化學現象的資訊，包括化學吸附、脫溶劑（尤其是脫水）、分解和固相-氣相反應（如氧化或還原）。
TGA常用來確定選擇的物質特性因透過分解、氧化，或揮發（如水分）而造成質量的減少或增加。TGA常見的應用包括了：透過分解特性模式分析物質的特性、研究降解機制及反應動力學、測定樣品中有機物的含量、測定樣品中無機物（如灰）的含量，或許可用來準確預測出物質結構或直接當作一種化學分析。這是一種對研究聚合物特別有用的技術，包括 熱塑性塑料、熱固性塑料、彈性體、複合物、塑膠薄膜、纖維、塗料以及油漆。TGA的設備、方法，及痕量分析將會在下面進行闡述。熱穩定性、氧化、燃燒，這些都可用來解釋TGA痕跡，這些在下面亦會討論。

## 儀器設備
熱重分析需要三種高精確度的測量：質量變化、溫度，與溫度變化。因此，一個可放置樣品於蓋上的精密天平與可編入程式的爐子是TGA儀器的基本要求。該爐可編入等加熱速率或求質量隨著時間加熱等速流失。雖然等加熱速率是更常見的，但等質量流失速率才是專一反應動力學的要點。舉聚乙烯醇縮丁醛的碳化參數為例子，發現以0.2 wt %/min 等質量流失。不管熔爐的程序是如何，將樣品放入一個小型的電子加熱式熔爐，在這個熔爐上，配有一組熱電偶來利用電壓輸出和電壓對溫度兩者之間的比較，以監控精確的溫度測量，並將資料做成表格儲存在電腦的記憶體裡。參考樣品可能被放置在另一分開的密閉空間，在此空間內會充斥著惰性氣體以免造成氧化或其他不希望的反應。使用結晶石英微量天平來測量更小大約一微克（相較於傳統TGA的毫克）的樣品是另一不同方法。 圖1顯示出一典型TGA儀器的示意圖。

## 方法
TGA儀器須不斷地秤重並以紅外光譜與質譜做氣體分析，直到加熱至2000°C。樣品中不同的成分會隨著溫度的升高分解，並且每個最終質量變化的重量百分比可被測量。以溫度為X軸，質量損失為Y軸繪製結果。可用平滑曲線調整數據，一階導數數據可用平滑曲線調整且一階導數常被繪製拐點以做更深入的詮釋（見痕量分析的討論）。

## 痕量分析
如果知道產品加熱後的特性，即可從含灰量分析中獲得陶瓷產量。(見下面討論) 以已知產物的重量除以最初的初始重量，可獲得所有夾雜物的質量百分比。知道起始物的質量與夾雜物的總質量，如配位體，結構的缺陷或加熱釋放的反應副產物，化學劑量比可以用來計算樣品中物質的質量百分比。從熱重分析得出的結果可能代表(1)質量與溫度(或時間)的曲線，也就是熱重曲線。(2)質量流失速率與溫度曲線，亦指微分熱重曲線。雖然這不是個詳細的清單，但簡單的熱重曲線可能包含以下特點：
- 水平或高峰部分，表示樣品重量不變
- 曲線彎曲部分表示質量流失速率
- 轉折點 ({\displaystyle {\frac {dw}{dt}}} 的最小值，但不為零)

在一階導數TGA曲線裡可以更清楚辨別那些在TGA曲線中不容易看見的特點。例如，從一階導數TGA曲線的低峰可以馬上發現任何重量流失的變化，或肩峰或尾峰，指出兩個連續或重疊的反應。微分TGA曲線也可表現出與微分熱分析(DTA)相當大的相似性，所以可輕易地做出比較。

## 陶瓷產量
陶瓷產量定義為在最終產物發現的起始物質量百分比。由此看來，化學計量學可以用來計算樣品中物質的質量百分比。金屬鋁酸鹽(MAl2O4)是一種陶瓷氧化物重要的複合陽離子，且有很多應用。金屬鋁酸鹽CaAl2O4被水泥工業用做水性材料。如圖三所示，TGA的鋁酸鈣前驅物CaAl2C18H37O9N3。在熱重分析中會發生CaAl2O4的組成。以下是如何在此例計算熱重陶瓷產率：
1. 計算 CaAl2O4的分子量: 
{\displaystyle 40.078+(2\times 26.982)+(4\times 15.999)=158.038{\text{ g/mol}}}
2. 計算 CaAl2C18H37O9N3的分子量: 
{\displaystyle 40.078+(2\times 26.982)+(18\times 12.011)+(37\times 1.008)+(9\times 15.999)+(3\times 14.007)=533.548{\text{ g/mol}}}
3. 計算 CaAl2O4 在CaAl2C18H37O9N3中的百分比:
{\displaystyle {\frac {{\text{molecular weight of }}{\rm {CaAl_{2}O_{4}}}}{{\text{molecular weight of }}{\rm {CaAl_{2}C_{1}8H_{3}7O_{9}N_{3}}}}}\times 100\%={\frac {158.038{\text{g/mol}}}{533.548{\text{g/mol}}}}\times 100\%=29.6\%}

因此 CaAl2C18H37O9N3在熱重分析理論的陶瓷產率為 29.6%。實際實驗所得的陶瓷產率為 28.9%。
另一個計算陶瓷產率的例子為TGA的草酸鈣單水合物，如圖4所示，用上述相同的過程計算出陶瓷產率: 草酸鈣單水合物的分子量為146 g/mol。最終的陶瓷產物為CaO，分子量為56 g/mol。因此陶瓷產率為38.4%。從TGA得到的實際產率為39.75%。之所以造成理論與實際產率的差異的原因為CO2 與金屬碳化物的形成。以TGA追蹤草酸鈣單水合物，發現第一個質量流失為水化流失的水。第二個質量流失為脫水草酸鈣分解為碳酸鈣、一氧化碳與二氧化碳。最後的質量流失是因為碳酸鈣分解為氧化鈣及二氧化碳。
圖五顯示出四種不同氯聚合物的熱: (a) 聚氯乙烯，(b) 氯化聚氯乙烯，(c) 氯化橡膠，和 (d) 聚偏二氯乙烯。 這四種聚合物裡有二個階段的降解。第一階段為 氯化氫的流失，並在大約在250°C 完成。第一階段發生在聚合物在低溫環境下含更多氯This first step occurs at lower temperatures for the polymers containing more chlorine (氯化聚氯乙烯，氯化橡膠，聚偏二氯乙烯)，顯示出氯化物在聚氯乙烯中是較不穩定的。
第二階段為聚合物的碳化，發生在 250°C 與 500°C之間，這看起來是質量的大流失。焦油和簡單的氣體，如氫和甲烷，會演變且剩餘的碳在500°C－900°C內損失非常少量的質量。在第二階段裡，聚合物所含的氯越高，焦油的產率就越低。這是因為氯能去除化合物中能形成焦油的氫。

## 熱穩定性
TGA能用來評估物質熱穩定性的。在所需的溫度範圍內，若某一種類具熱穩定性，就不會觀察到質量變化。極小的質量流失在TGA曲線裡只有很小或沒有幅度。TGA也給物質一個溫度上限，超出這個溫度，物質就會開始降解。
TGA有很廣泛的應用，包括陶瓷和熱穩定性的分析。陶瓷通常在分解前融化，因其在大溫度範圍內的熱穩定性，因此TGA主要是用來研究聚合物的熱穩定性。大多數聚合物在200°C前融化或降解。然而，有一類熱穩定性聚合物能夠在空氣中抵抗至少300°C高溫，在惰性氣體內抵抗至少500°C 高溫且不會結構改變或強度流失。它可用TGA分析。例如，聚酰亞胺聚酰亞胺能承受在400°C高溫空氣下100小時，質量流失不到10%。
圖6用TGA評估比較不同的高性能纖維的熱穩定性。從TGA得知，From the TGA，polyoxazole (PBO) 是四種纖維中具有最高熱穩定性的並可達到500°C 高溫。超高分子量聚乙烯 (UHMW-PE)具最低的熱穩定性，大約在200°C便開始降解。從圖2看出質量的損失在一階導數的質量流失曲線是更明顯的。防彈背心中的高性能纖維必須夠堅強以保護使用者不受槍擊。纖維受熱及光化學降解會導致防彈衣的能力下降，使裝甲無用武之地。因此熱穩定性是設計這些防彈背心時的一大關鍵。
三種使物質在加熱失去質量的途徑為化學反應，吸附物的釋放與分解，以上皆表示物質已不再熱穩定了。圖6顯示出四種纖維裡，只有Terlon有損失吸附物，可能是水，因其質量流失發生在100°C之後。才100%質量流失得知，因TGA執行在空氣裡，造成氧氣與有機纖維反應造成最終完全降解。熱穩定性與TGA執行時接觸的氣體是很重要的。PBO,在空氣中加熱時會完全分解 ，在N2內加熱會剩餘~60% 質量。因此，PBO在高達630°C氮氣裡可維持熱穩定。而在相同溫度的空氣裡，PBO幾乎完全分解。

## 氧化過程
氧化質量流失是TGA裡最常觀察到的流失現象。 圖7顯示三種銅合金質量增加與溫度的比較。這些合金質量之所以會增加是因為氧化。直條圖也包含單一銅的質量增加。  GR-84 合金是由8 wt.% 銅與4 wt.% 鉻，其餘為鈮組合而成。GC-15 合金 是由銅加上0.15wt.% 的鋁。NAR-Z 合金是由銅與3 wt.%鋁及0.5 wt.% The composition of the NAR-Z alloy is Cu-3 wt.% Al-0.5 wt.% 鋯組成。 最後的合金為2005年太空梭引擎的襯墊。
研究抗氧化的銅合金是很重要的。例如，NASA（美國國家航空和航天局）正在進行內燃機裡增加可能的銅合金的研究。然而，這些合金還是會在充滿氧氣的大氣裡氧化降解。NASA希望能重用太空梭材料，因此抗氧化是相當重要的。TGA可用來研究這些實用的靜態氧化材料。 
有一些研究員已經在研究如何保護某些低聚物不受氧化。其中一例為將一低聚物插入多重嵌段共聚物內。 圖8顯示TGA在N2 與空氣下追蹤低聚物以及低聚物/多嵌段共聚物。當TGA在氮氣下執行(圖8a與8b)，基質並沒氧化。 當TGA在空氣下進行(圖8c) 200°C-350°C之間有氧化反應。這現象並沒在低聚物/多嵌段共聚物(圖8d)被發現。此文作者解釋這消失的現象意味著氧化涉及低聚物的羥基。多嵌段共聚物將低聚物包住能避免氧化發生。

## 燃燒
TG分析裡的燃燒現象可被TGA熱產生的不同追蹤所示別。一個有趣的例子發生在一個未純化且含大量金屬催化劑的奈米碳管所產生的樣品(如圖9)。由於燃燒，TGA痕量可從正常良好的反應中脫離。此現象發生在快速的溫度改變。當重量及溫度與時間一同繪製，一階導數樣品的質量流失與熱電偶下使溫度突然增加造成坡度急遽改變。質量流失可能是由於重量損失控制不佳使碳以外氧化造成材料本身不一致燃燒導致小顆粒煙霧狀流失所造成。